# Parallelia falcata
Parallelia falcata là một loài bướm đêm trong họ Erebidae.